# Referendum in Svezia del 1994
Il referendum in Svezia del 1994 si è tenuto il 13 novembre e aveva ad oggetto l'ingresso del Paese nell'Unione europea.
A seguito dell'esito favorevole del referendum, la Svezia è divenuta membro dell'Unione europea a decorrere dal 1º gennaio 1995.

## Risultati
| Sì              | 2 833 721 | 52,74 |  |  |  |  |  |  |
| No              | 2 539 132 | 47,26 |  |  |  |  |  |  |
| Totale          | 5 372 853 | 100   |  |  |  |  |  |  |
|                 |           |       |  |  |  |  |  |  |
| Voti non validi | 51 634    | 0,95  |  |  |  |  |  |  |
| Votanti         | 5 424 487 | 83,32 |  |  |  |  |  |  |
| Elettori        | 6 510 055 |       |  |  |  |  |  |  |